# Czerwona Torebka

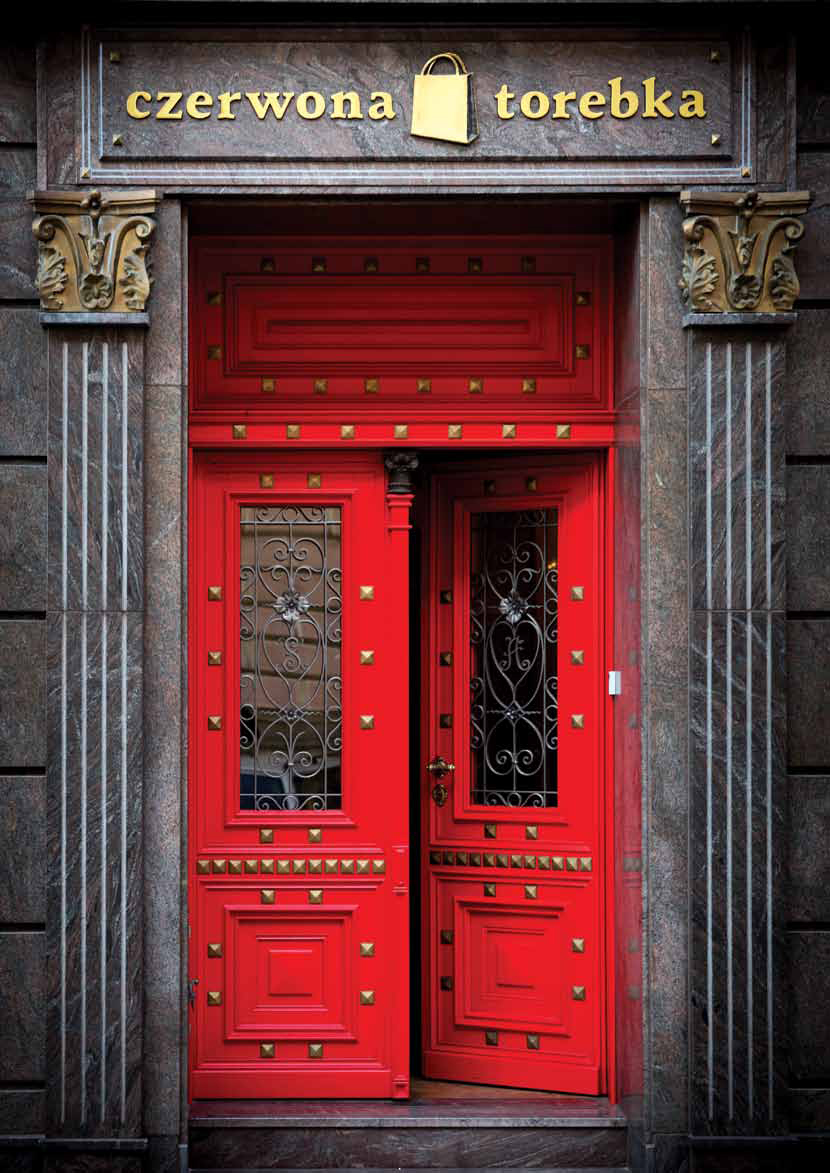
Wejście do siedziby spółki Czerwona Torebka w Poznaniu przy ul. Taczaka 13

Czerwona Torebka S.A. (do grudnia 2010 roku pod nazwą Świtalski & Synowie) – nieistniejąca polska sieć sklepów i pasaży handlowo-usługowych. Obecnie jest zarządcą nieruchomości o przeznaczeniu handlowym. Od 28 grudnia 2012 r. notowana na Giełdzie Papierów Wartościowych w Warszawie.

## Historia
Czerwona Torebka jako spółka akcyjna została założona w 2007 r. i stanowiła kontynuację działalności prowadzonej przez rodzinę Świtalskich, głównych akcjonariuszy firmy. Centrala firmy znajdowała się w Poznaniu.
W 2013 roku w wyniku akwizycji do grupy dołączył sklep internetowy Merlin.pl oraz sieć sklepów convenience Małpka Express. Spółka w swoim portfolio posiada również sieć pasaży handlowych na terenie całego kraju. W grudniu 2013 r. zostały otwarte pierwsze sklepy w ramach nowej sieci handlowej – Dyskont Czerwona Torebka w Gdańsku, Działdowie i Bydgoszczy. Dyskonty powstawały w dużych miastach i miejscowościach powyżej 10 tysięcy mieszkańców. Sklepy są lokalizowane w galeriach handlowych oraz w obiektach najmowanych na podstawie wieloletnich umów najmu.
24 kwietnia 2015 podjęto decyzję o rozwiązaniu spółki „Dyskont Czerwona Torebka” i przeprowadzenia postępowania likwidacyjnego. Obecnie spółka Czerwona Torebka S.A. zajmuje się wyłącznie zarządzaniem posiadanymi nieruchomościami.

## Format

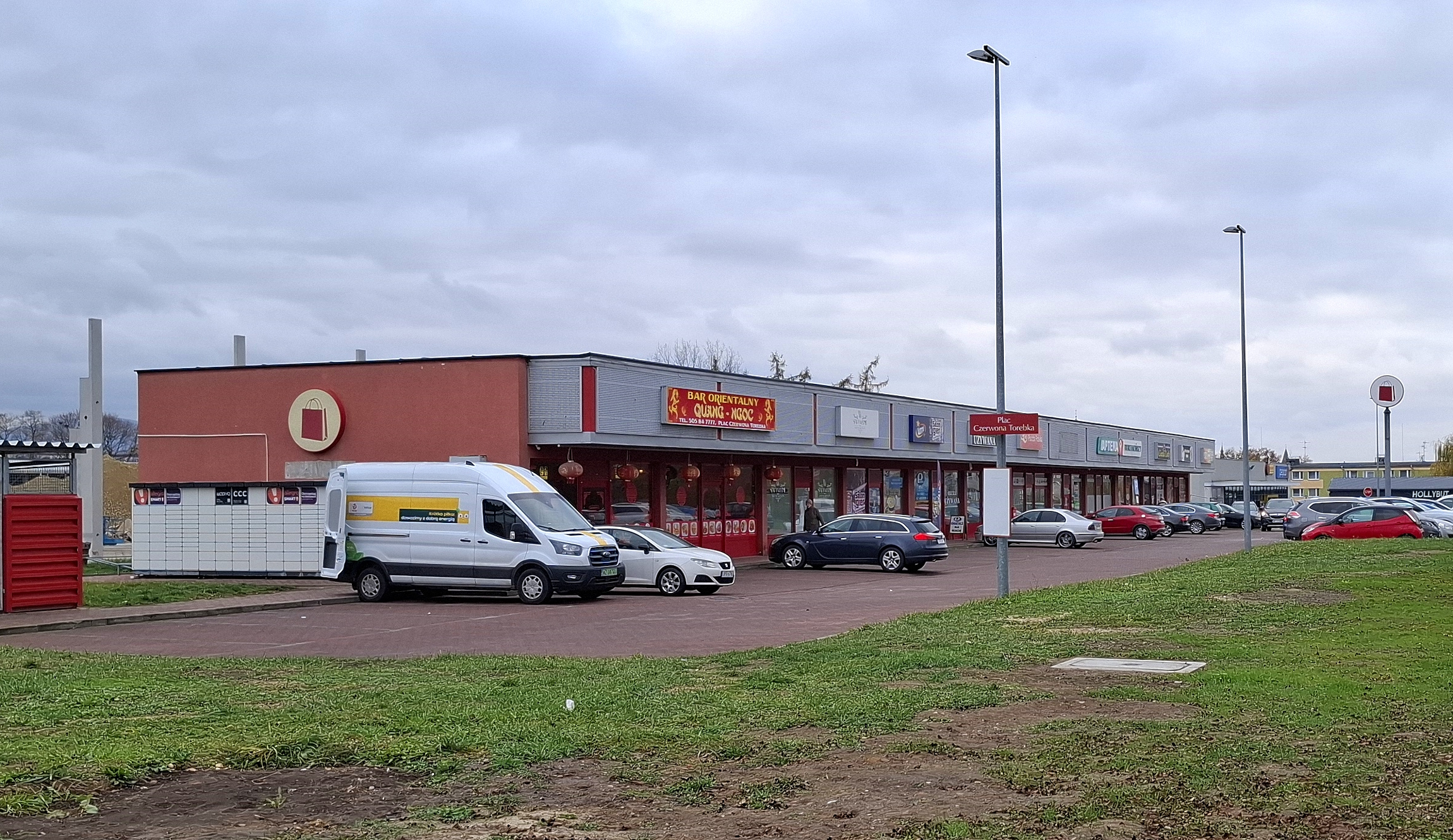
Pasaż „Czerwona Torebka” w Prudniku

W lipcu 2011 roku spółka uruchomiła projekt jednokondygnacyjnych pasaży handlowo-usługowych pod nazwą "Czerwona Torebka". Pierwszy tego typu obiekt został otwarty w Żorach (woj. śląskie). Pasaże handlowe Czerwona Torebka złożone są z powtarzalnych modułów o powierzchni 60 m² każdy. Obiekty nie posiadają części wspólnych, a do każdego z lokali prowadzi odrębne wejście z parkingu. W lutym 2013 roku Czerwona Torebka wprowadziła na rynek produkt inwestycyjny polegający na możliwości kupna pełnego prawa własności do funkcjonujących lokali handlowych i usługowych z roczną stopą zwrotu z inwestycji na poziomie 8% przez okres 15 lat.